# 索勒州

索勒州在索馬利蘭主張領土中的位置

索勒州是索馬里名義上的州，由自治的卡图莫实际管辖，首府設於拉斯阿諾德。历史上，這地區反對英國殖民主義的運動十分活踴。

## 歷史
在穆罕默德·西亞德·巴雷的領導下，索勒州併入努加爾州。1980年代，索勒州從努加爾州脫離。
1991年索馬里蘭共和國單方面宣布獨立，並在該地建立統治。
2003年至2007年，索勒州受邦特蘭管治。2006年，聯合伊斯蘭法庭曾把索勒州的沙里亞法規裁判庭納入他們的鬆散聯盟，但軍隊從沒佔領這地區。
2007年，再由索馬里蘭共和國軍隊佔據，與索馬利亞的邦特蘭有領土糾紛，邦特兰控制该州少部分地区。
2023年，卡圖莫重新建立臨時政府並控制該地，將索馬利蘭勢力驅逐到拉斯阿諾德以西100公里外。

## 地區
- 拉斯阿諾德
- Ainabo（Caynaba或Aynabo）
- Taleh（Taleex）
- Hudun（Xudun）
- Boane（又稱Boocame或Bo'ame）[5]
- Yagori
- Kalabaydh/baaraan